# Pomnik Tatiszczewa i de Gennina
Pomnik Tatiszczewa i de Gennina (ros. Памятник Татищеву и де Геннину) – znajdujący się w Jekaterynburgu, w obwodzie swierdłowskim, pomnik przedstawiający Wasilija Tatiszczewa i Georga Wilhelma de Gennina, uznawanych za założycieli miasta.

## Historia i charakterystyka
Wasilij Tatiszczew oraz Georg Wilhelm de Gennin są uważani za ojców-założycieli miasta Jekaterynburga. Wasilij Tatiszczew kierował rodzącym się Jekaterynburgiem w latach 1720–1722, a następnie został odwołany i zastąpiony de Genninem. Obaj w zasadzie nie przebywali w Jekaterynburgu w tym samym czasie. 
W 1997 roku ogłoszono konkurs na pomnik ojców-założycieli miasta, z okazji zbliżającej się 275 rocznicy założenia Jekaterynburga. Do konkursu zgłoszono kilkanaście propozycji, a wybrano jeden, który został ostatecznie zrealizowany. Autorem monumentu jest pochodzący z Moskwy artysta Piotr Czusowitin. Został on uroczyście odsłonięty 14 sierpnia 1998 roku. Rzeźby zostały wykonane w jekaterynburskiej fabryce Urałmasz, nie są one jednolite i składają się z 19 elementów. Na froncie cokołu wyryta została następująca inskrypcja:

Chwalebnym synom Rosji
W. N. Tatiszczewowi i W. I. de Genninowi
wdzięczny Jekaterynburg
1998 rok

Pomnik był krytykowany z uwagi na swego rodzaju naciąganie historii, na pomniku Tatiszczew i de Gennin przedstawieni zostali nieomal jak bracia lub bliscy przyjaciele, gdy w rzeczywistości nie darzyli się zbytnią sympatią. Inskrypcja nie oddaje także ustawienia postaci na pomniku. De Gennin z kapeluszem na głowie, znajduje się po lewej stronie (z perspektywy obserwatora), a Tatiszczew w peruce po prawej. Pomnik w zasadzie nigdy nie cieszył się wielką popularnością wśród mieszkańców miasta. Sondy przeprowadzane wśród jekaterynburskich obywateli wskazują, że 90% z nich nie jest w stanie wskazać, która rzeźba na cokole przedstawia Wasilija Tatiszczewa, a która Georga Wilhelma de Gennina. W latach dziewięćdziesiątych wśród jekaterynburskiej młodzieży postawione na cokole rzeźby założycieli miasta znane były jako Beavis i Butt-head, co było nawiązaniem do swego czasu popularnego amerykańskiego serialu animowanego. Przez niektórych mieszkańców miasta zwany też był on pomnikiem t.A.T.u..
W czerwcu 2010 roku szerokim echem w mieście odbił się przypadek artystycznej prowokacji, kiedy to na głowach rzeźb umieszczono kartonowe pudła, co przez wielu mieszkańców i władze zostało uznane za akt zwykłego wandalizmu. Na kartonach znajdowały się wizerunki wspomnianych już bohaterów serialu "Beavis i Butt-head". W 2011 roku pomnik został ograbiony przez niezidentyfikowanych złodziei. Skradziono umieszczone na cokole pamiątkowe płyty. Władze miasta zostały skrytykowane, gdyż jak się okazało nie były w stanie ustalić, kiedy doszło do kradzieży. Administracja jekaterynburska zastąpiła je wkrótce nowymi. Monument jest często celem ataków wandali, wielokrotnie już bywał oblewany farbą.